# Tajuplný svět Alex Mackové
Tajuplný svět Alex Mackové (v anglickém originále The Secret World of Alex Mack) je americký dětský televizní seriál vysílaný poprvé na Nickelodeonu od 8. října 1994 do 15. ledna 1998.

## Děj
Alex Macková je obyčejná dospívající dívka žijící se svými rodiči, Georgem a Barbarou a starší sestrou Annie, ve městě Rajské Údolí. Během návratu domů po svém prvním dni na nižší střední škole (Junior High School; ekvivalent českého 2. stupně základní školy), ji téměř přejede náklaďák z místní chemičky a vylije se na ni přísně tajná chemická látka GC-161. Brzy zjistí, že jí tato látka dala zvláštní schopnosti, mezi něž patří telekineze, schopnost metat elektrické výboje z prstů a schopnost přeměnit se do kapalné formy. Nicméně, její schopnosti dokážou být nepředvídatelné (například když její pokožka začne jasně zářit, když je nervózní). Alex se svěří jen své sestře Annie a svému nejlepšímu kamarádovi Rayovi a na jejich radu se rozhodne utajit své schopnosti přede všemi ostatními, včetně svých rodičů.
Na konci čtvrté řady seriálu se podaří lidem z chemičky odhalit, že dítě zasažené chemikálií GC-161 je Alex. Poté, co je osvobozena a Daniella Atronová (ředitelka a majitelka chemičky v Rajském Údolí) je zatčena, dá otec Alex látku pro neutralizaci účinků GC-161, ale seriál končí otevřeně bez vysvětlení jestli Alex látku použila. Jeden z tvůrců seriálu, Ken Lipman, v roce 2012 prozradil, že Alex přípravek pro odstranění svých schopností nikdy nepoužila.

## Obsazení
Alexandra "Alex" Macková (Larisa Oleynik)
Průměrná třináctiletá dívka v Rajském Údolí. Během cesty ze školy ji málem srazí auto z místní chemičky a vylije se na ni velké množství chemikálie GC-161. Díky tomu získá nadpřirozené schopnosti jako je telekineze, možnost vydávat elektrické výboje a zkapalnění.
Raymond "Ray" Alvarado (Darris Love)
Nejlepší přítel Alex a soused odvedle. Je jedním z mála, kteří vědí o Alexiných schopnostech.
Anne "Annie" Macková (Meredith Bishop)
Starší sestra Alex s nadáním na vědu. Poradí Alex, aby tajila své schopnosti a provádí pokusy s jejími schopnostmi.
George Mack (Michael Blakley)
Otec Alex a Annie, který pracuje jako výzkumník v chemičce v Rajském Údolí.
Barbara Macková (Dorian Lopinto)
Matka Alex a Annie. Pracuje v chemičce, kde se stará o vztah s veřejností.
Daniella Atronová (Louan Gideon)
Majitelka a ředitelka chemické továrny v Rajském Údolí. Utají celou nehodu a snaží se prostřednictvím svých zaměstnanců odhalit identitu dítěte politého chemikálií GC-161.
Vince Carter (John Marzilli)
Vedoucí ochranky v chemičce. Najít dítě zasažené GC-161 je nejprve jeden z jeho pracovních úkolů, a poté co je propuštěn, i jeho osobní posedlostí.

## Produkce

### Vznik
Seriál napsali Thomas W. Lynch a Ken Lipman. Nápad na příběh o dítěti, které kvůli chemické nehodě získá nadpřirozené schopnosti, dostal Lipman ve svém dětství. Inspirací mu byl jeho otec, jaderný fyzik, který skladoval radioaktivní materiál doma v garáži. Hlavní postava měla být původně chlapcem, ale po prodání seriálu Nickelodeonu byla změněna na dívku.

### Natáčení
Seriál se natáčel ve městě Valencia v Kalifornii a v Santa Clarita Valley. Scény na nižší střední škole (Junior High School) se natáčely na Základní škole Charlese Helmerse (Charles Helmers Elementary School) a na Základní škole Jamese Fostera (James Foster Elementary School) a scény z vyšší střední školy (Senior High School) jsou situovány v Castaic Middle School.

## Knižní série
Souběžně s vysíláním seriálu byla vydána také knižní série pro mladé čtenáře. Příběh knih je nezávislý na televizním seriálu s výjimkou první a poslední knihy v sérii, které odpovídají jeho začátku a konci.